# Amtsrevisorat
Das Amtsrevisorat wurde in Baden mit Gesetz vom 26. November 1809 eingeführt. Die dem jeweiligen Bezirksamt disziplinarisch unterstellten Amtsrevisorate hatten folgende Aufgaben: Ausfertigung von Verträgen und Testamenten sowie der Inventuren, Teilungen, Vermögensübergaben und Ganten. Ebenso die Führung der Grund- und Pfandbücher. Sie hatten die Kommunal-, Zunft-, Pflegschafts-, Stiftungs-, Almosenrechnungen zu prüfen und ihnen oblag die Brandversicherungsverwaltung. Ebenso hatten sie Aufstellungen über die Bevölkerung und den Viehbestand zu machen.
Der die Tätigkeit ausführende Beamte bezeichnete man als Revisor oder Amtsrevisor, der Name leitete sich von der Rechnungsprüfung ab. Ein großer Teil seiner Arbeit entstand im Rahmen der freiwilligen Gerichtsbarkeit, weshalb er zumeist mehrere Schreiber beschäftigte. Für ihre Tätigkeit erhielten sie Sporteln.
Durch Verordnung wurden vom 25. November 1841 wurden die Amtsrevisorate in Notariate umbenannt und die Geschäfte und Dienstverhältnisse neu geregelt.